# Maria Denilda Moura
Denilda Moura (data de nascimento desconhecida - 3 de maio de 2020) foi uma professora doutora em Linguística e professora do curso de Letras da Universidade Federal de Alagoas.
Foi presidente da Associação Brasileira de Linguística de 1995 a 1997.